# لوبومير ايفانوف (سياسي)
لوبومير ايفانوف هو جغرافي وفيلسوف ورياضياتي ولغوي وعالم بيئة وسياسي بلغاري، ولد في 7 أكتوبر 1952 في صوفيا في بلغاريا.